# Robert Ful'da
Robert Ferdinandovič Ful'da (in russo Роберт Фердинандович Фульда?; Mosca, 18 aprile 1873 – Losanna, 16 febbraio 1944) è stato un allenatore di calcio russo.

## Carriera
Insieme a Georg Duperron ha guidato la Nazionale russa ai Giochi olimpici del 1912.